# Gran Premio di Svizzera 1935
Il Gran Premio di Svizzera 1935 è stato una Grande Prova di automobilismo, valida come quinta gara del Campionato europeo.

## Gara

### Griglia di partenza
Posizionamento dei piloti alla partenza della gara.
| Prima fila   | 3 Pos.                         |                            | 2 Pos.                          |                                       | 1 Pos.                     |
| ------------ | ------------------------------ | -------------------------- | ------------------------------- | ------------------------------------- | -------------------------- |
|              | Hans Stuck Auto Union          |                            | Rudolf Caracciola Mercedes-Benz |                                       | Achille Varzi Auto Union   |
| Seconda fila |                                | 5 Pos.                     |                                 | 4 Pos.                                |                            |
|              |                                | Bernd Rosemeyer Auto Union |                                 | Luigi Fagioli Mercedes-Benz           |                            |
| Terza fila   | 8 Pos.                         |                            | 7 Pos.                          |                                       | 6 Pos.                     |
|              | René Dreyfus Alfa Romeo        |                            | Tazio Nuvolari Alfa Romeo       |                                       | Hermann Lang Mercedes-Benz |
| Quarta fila  |                                | 10 Pos.                    |                                 | 9 Pos.                                |                            |
|              |                                | Louis Chiron Alfa Romeo    |                                 | Manfred von Brauchitsch Mercedes-Benz |                            |
| Quinta fila  | 13 Pos.                        |                            | 12 Pos.                         |                                       | 11 Pos.                    |
|              | Philippe Étancelin Maserati    |                            | Earl Howe Bugatti               |                                       | Nino Farina Maserati       |
| Sesta fila   |                                | 15 Pos.                    |                                 | 14 Pos.                               |                            |
|              |                                | Brian Lewis Maserati       |                                 | László Hartmann Maserati              |                            |
| Settima fila | 18 Pos.                        |                            | 17 Pos.                         |                                       | 16 Pos.                    |
|              | Ferdinando Barbieri Alfa Romeo |                            | Renato Balestrero Maserati      |                                       | Raymond Sommer Alfa Romeo  |

### Risultati
Risultati finali della gara.
| Pos | Nr | Pilota                  | Scuderia                    | Vettura            | Giri |
| --- | -- | ----------------------- | --------------------------- | ------------------ | ---- |
| 1   | 10 | Rudolf Caracciola       | Daimler-Benz                | Mercedes-Benz W25B | 70   |
| 2   | 12 | Luigi Fagioli           | Daimler-Benz                | Mercedes-Benz W25A | 70   |
| 3   | 2  | Bernd Rosemeyer         | Auto Union                  | Auto Union Type B  | 70   |
| 4   | 6  | Achille Varzi           | Auto Union                  | Auto Union Type B  | 69   |
| 5   | 32 | Tazio Nuvolari          | Scuderia Ferrari            | Alfa Romeo P3      | 68   |
| 6   | 42 | Hermann Lang            | Daimler-Benz                | Mercedes-Benz W25B | 67   |
| 7   | 30 | René Dreyfus            | Scuderia Ferrari            | Alfa Romeo P3      | 66   |
| 8   | 22 | Nino Farina             | Gino Rovere                 | Maserati 6C 34     | 64   |
| 9   | 16 | Raymond Sommer          | Raymond Sommer              | Alfa Romeo P3      | 63   |
| 10  | 18 | Earl Howe               | Earl Howe                   | Bugatti T59        | 60   |
| 11  | 4  | Hans Stuck Paul Pietsch | Auto Union                  | Auto Union Type B  | 57   |
| 12  | 26 | Renato Balestrero       | Gruppo Genovese San Giorgio | Maserati 26M       | 53   |
| Rit | 40 | László Hartmann         | László Hartmann             | Maserati 8CM       | 25   |
| Rit | 8  | Manfred von Brauchitsch | Daimler-Benz                | Mercedes-Benz W25B | 13   |
| Rit | 28 | Louis Chiron            | Scuderia Ferrari            | Alfa Romeo P3      | 7    |
| Rit | 20 | Brian Lewis             | Earl Howe                   | Maserati 8CM       | 3    |
| Rit | 24 | Ferdinando Barbieri     | Franco Sardi                | Alfa Romeo P3      | 2    |
| Rit | 34 | Philippe Étancelin      | Scuderia Subalpina          | Maserati 6C 34     | 0    |

- Giro veloce: Rudolf Caracciola (Mercedes-Benz)